# Mistrzostwa Europy w Lekkoatletyce 1934 – rzut oszczepem mężczyzn

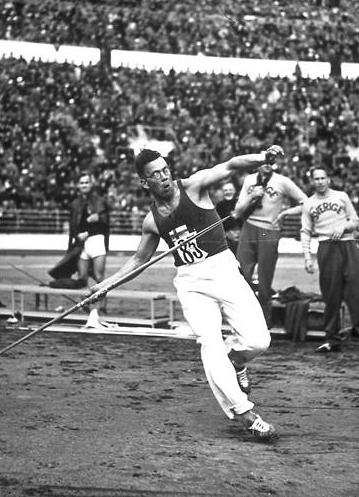
Matti Järvinen – zwycięzca mistrzostw Europy w Turynie

Rzut oszczepem mężczyzn – jedna z konkurencji rozegranych podczas pierwszej edycji lekkoatletycznych mistrzostw Europy na stadionie im. Benito Mussoliniego w Turynie.
Do zawodów zgłoszono 14 zawodników  z 9 krajów jednak do startu przystąpiło tylko 8 z nich. Nie rozegrano eliminacji, a finał odbył się pierwszego dnia mistrzostw, w piątek 9 czerwca 1934 roku, o godzinie 16:00. Konkurs zakończył się zwycięstwem lidera list światowych w roku 1934, reprezentanta Finlandii Mattiego Järvinenena, który wynikiem 76,66 ustanowił podczas czempionatu rekord świata.

## Rekordy
W poniższej tabeli przedstawiono rekord świata, Europy, rekord Polski oraz najlepszy wynik na świecie w 1934 roku. Wszystkie wyniki podano według stanu przed rozpoczęciem rywalizacji na mistrzostwach świata w Berlinie.
| Rekord świata  | Matti Järvinen   | 76,10 m | Helsinki  | 15 czerwca 1933 |
| Rekord Europy  | Matti Järvinen   | 76,10 m | Helsinki  | 15 czerwca 1933 |
| Rekord Polski  | Władysław Mikrut | 63,20 m | Bydgoszcz | 19 czerwca 1932 |
| Listy światowe | Matti Järvinen   | 75,83 m |           |                 |

## Lista startowa
| Nr | Zawodnik          | Reprezentacja  |
| -- | ----------------- | -------------- |
| 1  | Matti Järvinen    | Finlandia      |
| 2  | Matti Sippala     | Finlandia      |
| 3  | Gustav Sule       | Estonia        |
| 4  | Oto Jurģis        | Łotwa          |
| 5  | József Várszegi   | Węgry          |
| 6  | Gottfried Weimann | III Rzesza     |
| 7  | Mario Agosti      | Włochy         |
| 8  | Gino Ricci        | Włochy         |
| 9  | Jacob Schumacher  | Szwajcaria     |
| 10 | Pavol Mala        | Czechosłowacja |
| 11 | Gerhard Stöck     | III Rzesza     |
| 12 | Lennart Atterwall | Szwecja        |
| 13 | Franz Nawratil    | Austria        |
| 14 | Rudolf Tiffinger  | Austria        |

## Rezultaty
W zawodach już od pierwszej serii prowadził Fin Järvinen, który w drugiej serii uzyskał swój najlepszy wynik – 76,66 – i ustanowił rekord świata. Oszczepnik pokonał swojego rodaka, Mattiego Sippalę o ponad 6 metrów – nigdy później w historii mistrzostw Europy różnica między pierwszym i drugim oszczepnikiem nie była tak duża.
| Poz. | Imię i nazwisko   | Rezultat | Uwagi         |
| ---- | ----------------- | -------- | ------------- |
| 1    | Matti Järvinen    | 76,66    | Rekord świata |
| 2    | Matti Sippala     | 69,97    |               |
| 3    | Gustav Sule       | 69,31    |               |
| 4    | Oto Jurģis        | 67,60    |               |
| 5    | József Várszegi   | 65,81    |               |
| 6    | Gottfried Weimann | 65,69    |               |
| 7    | Mario Agosti      | 58,41    |               |
| 8    | Gino Ricci        | 56,63    |               |
| 9    | Jacob Schumacher  |          |               |